# 瓦瓦 (足球运动员)
埃德瓦尔多·伊斯迪奥·内托（葡萄牙語：Edvaldo Jizídio Neto，1934年11月12日—2002年1月19日），常用绰号瓦瓦（Vavá），巴西足球运动员，被认为是其职业生涯时期最棒的足球前锋之一。其昵称为“Peito de Aço”（钢铁胸膛）。他在利斯菲體育會、華斯高達伽馬划艇會、彭美拉斯體育會和巴西國家足球隊期间均担任主要前锋。